# Aleksandr Niechoroszew
Aleksandr Niechoroszew (ros. Александр Нехорошев; ur. 12 stycznia 1979) – białoruski brydżysta, Mistrz Krajowy (PZBS).

## Wyniki brydżowe

### Zawody europejskie
W europejskich zawodach zdobył następujące lokaty:
| Zawody europejskie. Konkurencja teamów | Zawody europejskie. Konkurencja teamów | Zawody europejskie. Konkurencja teamów | Zawody europejskie. Konkurencja teamów | Zawody europejskie. Konkurencja teamów | Zawody europejskie. Konkurencja teamów |
| Rok                                    | Miejsce                                | Zawody                                 | Kategoria                              | Drużyna                                | Pozycja                                |
| -------------------------------------- | -------------------------------------- | -------------------------------------- | -------------------------------------- | -------------------------------------- | -------------------------------------- |
| 2009                                   | Wilno                                  | 2. Europejskie Zawody Małych Federacji | Open                                   | Belarus                                | 3                                      |

## Klasyfikacja
- Aleksandr Niechoroszew – klasyfikacja WBF (ang.)
- Aleksandr Niechoroszew – klasyfikacja EBL (ang.)
- Aleksandr Niechoroszew – klasyfikacja PZBS